# Черепаха подовжена
Черепаха подовжена (Indotestudo elongata) — вид черепах з роду Індійські сухопутні черепахи родини Суходільні черепахи. Інша назва «жовта черепаха».

## Опис
Загальна довжина карапаксу досягає 30 см, вага 3,5—4 кг. Самиці ширше, їх панцир більш круглий, ніж у самців. У самців довгий хвіст та опуклий панцир, а у самиць він плаский. У самиць більш довгі пазури на задніх лапах, вони викривлені за формою і добре пристосовані для риття землі, що необхідно самицям для облаштування гніздових ям. Панцир гладенький, особливо стійкий до деформацій, яким він часто піддається при утриманні черепахи в неволі. Нарости панцира звисають над отворами для передніх лап, тоді як задні лапи позбавлені такого захисту. Її великі очі призначені до орієнтування при низькому освітленні.
Забарвлені у світло- або темно-жовтий колір з чорними плямами на кожному щитку. Звідси й походить інша назва цієї черепахи. Трапляються виключно світлі черепахи, так само, як і виключно чорні. М'які частини забарвлені у жовтий або світло-коричневий колір. Голова жовтуватого або коричневого кольору, за винятком сезону парування, коли у обох статей з'являється рожеве забарвлення навколо носа й очей.

## Спосіб життя
Полюбляє вологі ліси, іноді зустрічається і в посушливих районах. Активна у сутінках, виповзає перед світанком і після заходу. Добре переносить низькі температури. Не любить яскраве сонячне світло і високі температури, активно полює при температурі 20 °C. Виповзає грітися на сонці рано вранці в прохолодну погоду. У спекотну погоду шукає прихистку в тіні.
Харчується фруктами, листям, хробаками, слимаками, а також падлом.
Самець стає агресивним під час шлюбного періоду, і при недостатній території, де відбувається парування, він може поранити самицю. Він таранить її панциром, кусає в голову, шию і передні лапи, видаючи при цьому різкі гучні звуки. Також агресивний він і по відношенню до інших самців.
Самиця починає розмножуватися, досягнувши довжини 23 см. Самиця, яка готується відкласти яйця, починає метушитися, пускається у мандри, часто зупиняється і нюхає землю. Потім вона обирає вологу ділянку суші, позбавлену рослинності, і риє ямку 15—20 см завглибшки, працюючи задніми лапами. Якщо земля тверда і суха, вона змочує її сечею. У гніздо вона відкладає 2—4 яйця, потім зариває гніздо, задніми лапами закидаючи його землею, і нарешті утрамбовує її своїм пластроном. За сезон самиця робить 3 кладки. Інкубаційний період триває 130–190 днів.

## Розповсюдження
Мешкає від Непалу до Малайзії, а саме: у Таїланді, східній Індії, Бангладеш, Непалі, на півдні Китаю, М'янмі, Лаосі, В'єтнамі, північній Малайзії, Камбоджі.